# Bambouti (République centrafricaine)
Pour les articles homonymes, voir Bambouti.
Bambouti est une localité de République centrafricaine, chef-lieu de sous-préfecture de la préfecture du Haut-Mbomou. Elle est la principale localité de la commune de Lili.

## Géographie
Elle est située sur la route nationale RN2 à 110 km à l’est du chef-lieu du Haut-Mbomou : Obo, à proximité de la frontière entre la République centrafricaine et le Soudan du Sud.

## Histoire
Le 2 mai 2002, la localité est érigée en chef-lieu de sous-préfecture du Haut-Mbomou, par la séparation de la partie orientale de la sous-préfecture d’Obo. Fin 2015, la localité reçoit des réfugiés en provenance du Soudan du Sud, tout proche.